# Aléxia Vasilíou
Aléxia Vasilíou (grec moderne : Αλέξια Βασιλείου ; née le 5 février 1964 à Famagouste) est une chanteuse chypriote.

## Biographie
Après l'invasion de la Turquie, sa famille quitte Famagouste en 1974.
Sa première grande apparition est en tant que membre du groupe Island, groupe formé pour représenter Chypre au Concours Eurovision de la chanson 1981. C'est la première fois que Chypre est candidat au Concours Eurovision de la chanson avec la chanson Mónika. Elle finit à la sixième place avec 69 points. En 1982, elle enregistré la chanson I am Siam avec le groupe Iam Siam qui est classée dans le Billboard Hot 100. Alexia va à Boston la même année et étudie au Berklee College of Music. Diplômée en 1985, elle passe deux ans sur la scène jazz fusion à New York, en chantant avec le groupe Axioum.
Elle fait sa deuxième apparition en solo en représentant à nouveau Chypre au Concours Eurovision de la chanson 1987. La chanson Áspro-mavro finit à la septième place avec 80 points. Son premier album Alexia, sorti en 1988, se vend à plus de 500 000 exemplaires en Grèce. Sa carrière comprend ensuite plus d'une vingtaine d'albums ; en plus de la musique pop, elle fait dans le jazz et la musique improvisée ainsi que des interprétations avec des arrangements orchestraux classiques. Elle collabore avec Míkis Theodorákis, Chick Corea, Andreas Vollenweider ou Milva.